# Acompsia delmastroella
Acompsia delmastroella is een vlinder uit de familie tastermotten (Gelechiidae). De wetenschappelijke naam is voor het eerst geldig gepubliceerd in 1998 door Peter Huemer.
De soort komt voor in Europa.

## Type
- holotype: "male, 14.VIII.1996. leg. G.B. Delmastro & M.M. Saluto, genitalia slide GEL no. 869"
- instituut: TLMF, Innsbruck, Oostenrijk
- typelocatie: "Italy, Marmora, Colle d'Esischie, 2300 m"